# LEKA Volley 2017-2018
Questa voce raccoglie le informazioni riguardanti il LEKA Volley nelle competizioni ufficiali della stagione 2017-2018.

## Organigramma societario
Area direttiva
- Presidente: Tatu Säisä

Area tecnica
- Allenatore: Jukka Tuovinen
- Allenatore in seconda: Heikki Luomi
- Scoutman: Mika Venojärvi

## Rosa
| N° | Nome               | Ruolo | Data di nascita   | Nazionalità sportiva |
| -- | ------------------ | ----- | ----------------- | -------------------- |
| 1  | Arttu Reijonen     | C     | 6 giugno 1994     | Finlandia            |
| 2  | Lasse Jäntti       | P     | 8 aprile 1998     | Finlandia            |
| 3  | Akseli Lankinen    | P     | 31 agosto 1997    | Finlandia            |
| 4  | Redi Koci          | S     | 1º novembre 1994  | Albania              |
| 5  | Eelis Karinen      | S     | 27 settembre 1993 | Finlandia            |
| 7  | Jere Heiskanen     | S     | 27 luglio 2000    | Finlandia            |
| 8  | Teemu Silventoinen | L     | 24 agosto 1996    | Finlandia            |
| 9  | Jan Helenius       | S     | 13 ottobre 1996   | Finlandia            |
| 12 | Samuli Kaislasalo  | O     | 3 agosto 1995     | Finlandia            |
| 13 | Henrik Porkka      | C     | 14 gennaio 1998   | Finlandia            |
| 16 | Valtter Pennanen   | O     | 31 gennaio 1999   | Finlandia            |
| 18 | Jukka Lehtonen     | C     | 22 febbraio 1982  | Finlandia            |

## Statistiche

### Statistiche dei giocatori
| Giocatore       | L. Mestaruusliiga | L. Mestaruusliiga | L. Mestaruusliiga | L. Mestaruusliiga | L. Mestaruusliiga | Coppa di Finlandia | Coppa di Finlandia | Coppa di Finlandia | Coppa di Finlandia | Coppa di Finlandia | Totale | Totale | Totale | Totale | Totale |
| Giocatore       | P                 | PT                | AV                | MV                | BV                | P                  | PT                 | AV                 | MV                 | BV                 | P      | PT     | AV     | MV     | BV     |
| --------------- | ----------------- | ----------------- | ----------------- | ----------------- | ----------------- | ------------------ | ------------------ | ------------------ | ------------------ | ------------------ | ------ | ------ | ------ | ------ | ------ |
| J. Heiskanen    | 15                | 46                | 39                | 6                 | 1                 | 2                  | 1                  | 1                  | 0                  | 0                  | 17     | 47     | 40     | 6      | 1      |
| J. Helenius     | 35                | 365               | 312               | 33                | 20                | 3                  | 23                 | 19                 | 3                  | 1                  | 38     | 388    | 331    | 36     | 21     |
| L. Jäntti       | 23                | 12                | 1                 | 4                 | 7                 | 2                  | 1                  | 0                  | 0                  | 1                  | 25     | 13     | 1      | 4      | 8      |
| S. Kaislasalo   | 35                | 603               | 518               | 43                | 42                | 3                  | 49                 | 42                 | 5                  | 2                  | 38     | 652    | 560    | 48     | 44     |
| E. Karinen      | 26                | 138               | 114               | 15                | 9                 | 2                  | 3                  | 3                  | 0                  | 0                  | 28     | 141    | 117    | 15     | 9      |
| R. Koci         | 33                | 356               | 298               | 27                | 31                | 3                  | 25                 | 22                 | 0                  | 3                  | 36     | 381    | 320    | 27     | 34     |
| A. Lankinen     | 35                | 111               | 31                | 46                | 34                | 3                  | 9                  | 2                  | 3                  | 4                  | 38     | 120    | 33     | 49     | 38     |
| J. Lehtonen     | 32                | 277               | 181               | 83                | 13                | 3                  | 32                 | 21                 | 9                  | 2                  | 35     | 309    | 202    | 92     | 15     |
| V. Pennanen     | 13                | 1                 | 0                 | 0                 | 1                 | 0                  | 0                  | 0                  | 0                  | 0                  | 13     | 1      | 0      | 0      | 1      |
| H. Porkka       | 27                | 123               | 83                | 33                | 7                 | 3                  | 9                  | 5                  | 3                  | 1                  | 30     | 132    | 88     | 36     | 8      |
| A. Reijonen     | 25                | 153               | 120               | 25                | 8                 | 2                  | 13                 | 9                  | 3                  | 1                  | 27     | 166    | 129    | 28     | 9      |
| T. Silventoinen | 34                | 0                 | 0                 | 0                 | 0                 | 3                  | 0                  | 0                  | 0                  | 0                  | 37     | 0      | 0      | 0      | 0      |

P = presenze; PT = punti totali; AV = attacchi vincenti; MV = muri vincenti; BV = battute vincenti